# Coombe Abbey
Coombe Abbey är ett engelskt country house som är beläget mellan Coventry och Brinklow i Warwickshire, West Midlands i England. Den ursprungliga marken där byggnaden låg tidigare är numera del av en engelsk park kallad Coombe Country Park, som ägs av Coventry City Council.
Coombe Abbey grundades som ett kloster på 1100-talet. Efter klosterupplösningen under 1500-talet blev klostret kunglig egendom. Elisabet Stuart fick sin utbildning i Coombe Abbey under det tidiga 1600-talet; hade krutkonspirationen lyckats hade hon kidnappats därifrån och gjorts till drottning. Den västra flygeln skapades av arkitekten William Winde 1682 och 1771 designade Lancelot "Capability" Brown trädgården runtomkring.
Earlerna av Craven ägde Coombe Abbey fram till 1923 och i november 1964 köpte Coventry City Council fastigheten med tillhörande mark. Den var öppen för allmänheten fram till 1966. I dagsläget är Coombe Abbey ett hotell ägt av Coombe Abbey Park Ltd.

## Galleri

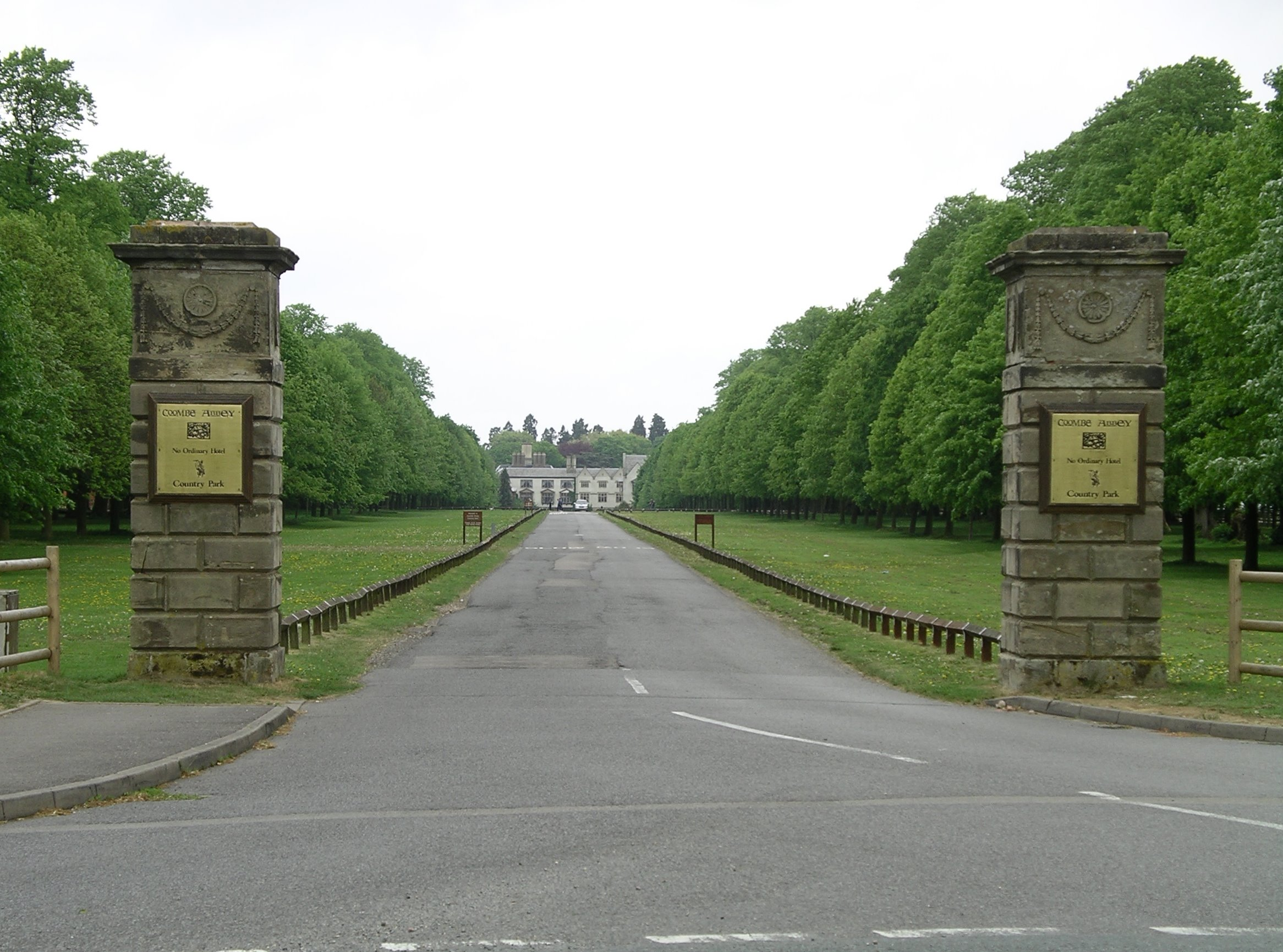
Vägen fram till Coombe Abbey.
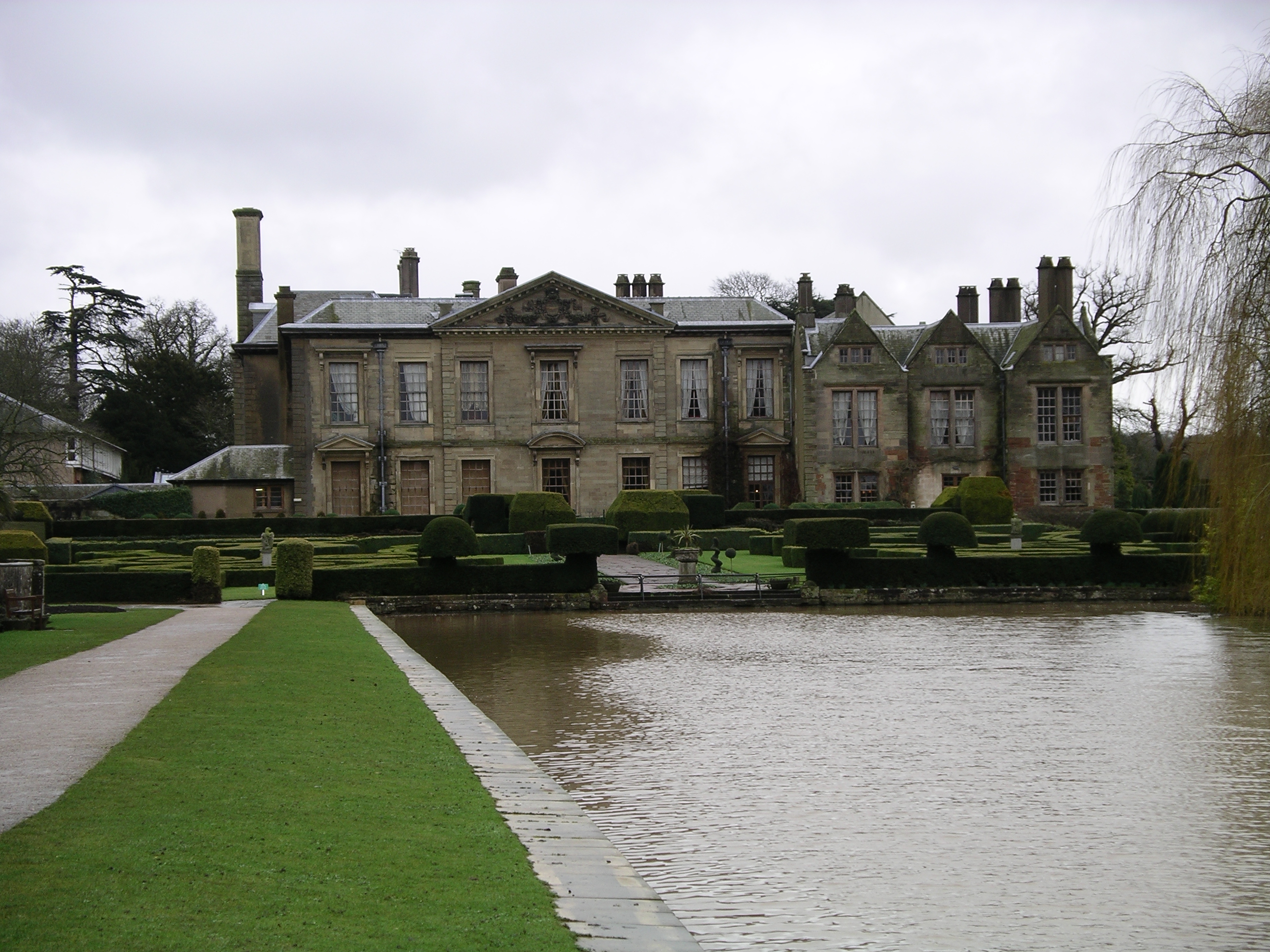
Den västra flygeln.
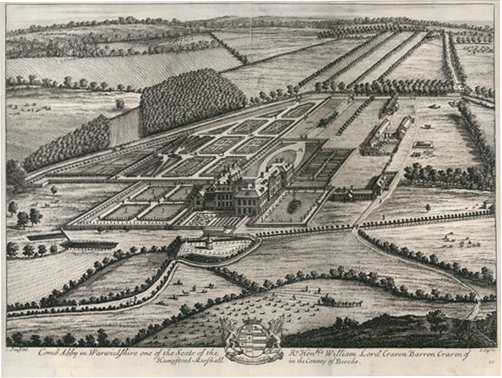
Coombe Abbey under tidigt 1700-tal.
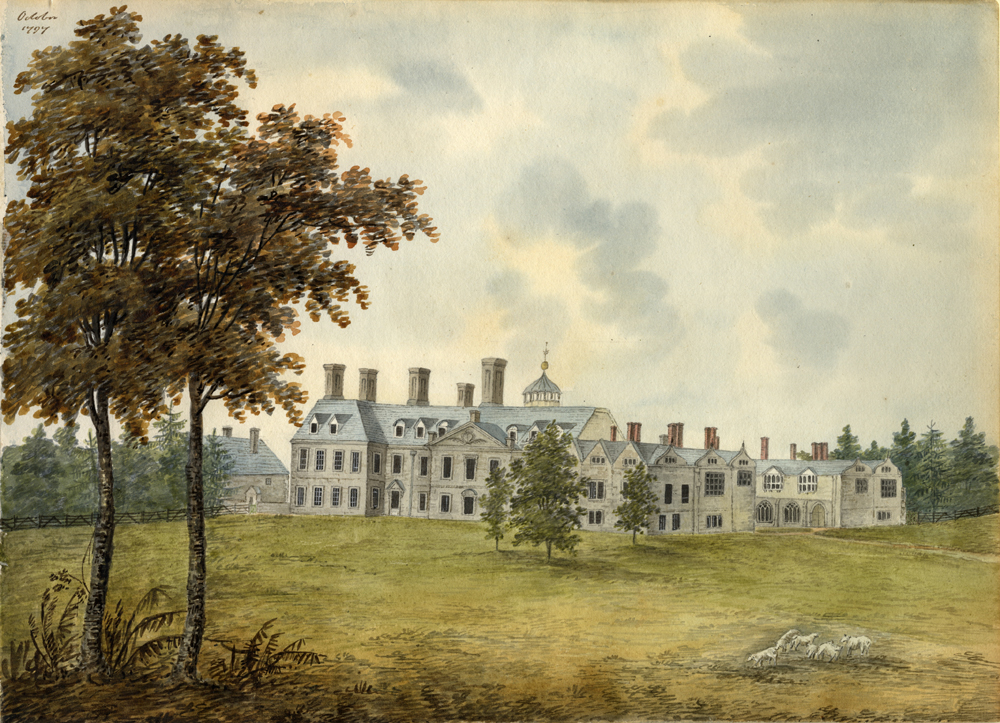
Coombe Abbey, målning från 1797.